# Hjalmar Nordlund
Gustaf Hjalmar Nordlund, född 24 november 1879 i Skottsund, Njurunda socken, död 1971, var en svensk målare.
Han var son till faktorn vid Ljunga älvs flottningsförening Erik Olov Nordlund och hans hustru Märta Margareta. Han studerade konst vid Althins målarskola i Stockholm från 1900 och vid Konstakademien 1902-1905 men tvingades på grund av ekonomiska skäl återvända till hemorten där han under några år försörjde sig som flottare. Han återupptog sitt konstnärskap omkring 1920 och genomförde en separatutställning i Sundsvall 1921 som fick mycket god kritik. Med undantag av Olof Grafström som var verksam i Amerika var han den ende akademiutbildade konstnären som var verksam kring sågverksdistrikten runt Sundsvall, men någon möjlighet att leva på sin konst fanns inte då konstkultur var ett okänt begrepp i dessa trakter. När en större utställning med Norrlandskonst visades i Stockholm 1935 delade han en av salarna med Karl Örbo och Pelle Swedlund därefter medverkade han bara i smärre samlingsutställningar. Han var mycket intresserad av genremåleri men eftersom det var svårt för honom att få modeller i trakten på 1920-talet övergick han till landskapsmåleri. Förutom landskapsskildringar i naturalistisk stil utförde han även några beställningsporträtt för företag och Västernorrlands regemente i Sollefteå. 